# 杨绍廉
楊紹廉（1914年4月20日—2012年12月5日），男，河北黃驊人，中华民国空军军官。

## 生平
1933年，為響應國父孫中山「航空救國」號召，楊紹廉毅然投筆從戎。1935年自中央航空學校第四期驅逐科畢業，歷任中央航空學校飛行教官、中隊長、大隊長、駐美武官、聯隊長、空軍官校校長、空軍總司令部參謀長、空軍總司令部副總司令、國防部常務次長等要職，1977年空軍中將軍階退伍。
楊紹廉在對日抗戰期間屢建奇功。1937年8月14日，奉令駕機出擊位於上海近郊的侵華日軍彈藥庫，在日軍猛烈的防空砲火中仍精準命中目標、重創日軍，是其最為人稱道的事蹟。
1964年，楊紹廉督導中華民國空軍第三十四中隊（黑蝙蝠中隊）及第三十五中隊（黑貓中隊）執行特種作戰任務，期間獲取的戰略戰術情報，使美國國防部及中華民國國防部即時洞悉中國人民解放軍敵情、掌握臺海形勢。后旅居美國舊金山。
2012年12月5日，楊紹廉病逝於美國舊金山半島柏林甘市米爾斯半島醫院（Mills-Peninsula Hospital），享耆壽九十八歲。

## 身后
2012年12月15日，楊紹廉追思會在科爾馬市松柏園墓園舉行。中华民国國防部部長高華柱指示國防部駐舊金山連絡組致送花圈弔唁，表達崇敬與追思，並向家屬轉達關懷與慰問之意。中華民國國防部駐舊金山連絡官鄧同慶中校宣讀國防部空軍司令部司令嚴明二級上將弔唁文，鄧同慶、前黑貓中隊U-2偵察機飛行員沈宗李、中華民國空軍王叔銘一級上將之子王鎮洋、前中華民國空軍第四大隊飛行官戚棣華（空軍官校第三十七期畢業生）為棺木覆蓋中華民國國旗與中華民國空軍軍旗。
2012年12月27日火化，與其妻合葬。